# NGC 5046
NGC 5046 (również PGC 46141) – galaktyka eliptyczna (E), znajdująca się w gwiazdozbiorze Panny. Odkrył ją Edward Singleton Holden 17 maja 1881 roku.